# Gran Premio di superbike di Misano Adriatico 2010
Il Gran Premio di superbike di Misano Adriatico 2010 è stata l'ottava prova su tredici del campionato mondiale Superbike 2010, è stato disputato il 27 giugno sul circuito di Misano e in gara 1 ha visto la vittoria di Max Biaggi davanti a Carlos Checa e Troy Corser, lo stesso pilota si è ripetuto anche in gara 2, davanti a Leon Haslam e Michel Fabrizio.
La vittoria nella gara valevole per il campionato mondiale Supersport 2010 è stata ottenuta da Eugene Laverty.

#### Arrivati al traguardo

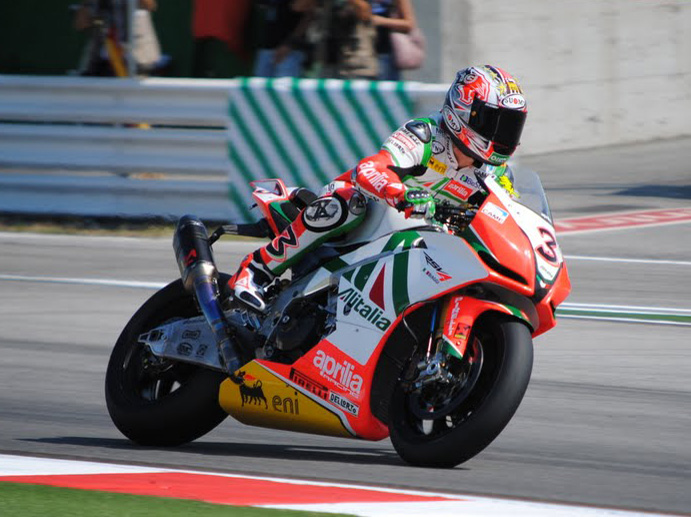
Max Biaggi, vincitore di gara 2

## Risultati

### Gara 1

#### Arrivati al traguardo[4]
| Pos. | Nº | Pilota           | Squadra                  | Motocicletta         | Giri | Tempo     | Griglia | Punti |
| ---- | -- | ---------------- | ------------------------ | -------------------- | ---- | --------- | ------- | ----- |
| 1º   | 3  | Max Biaggi       | Aprilia Alitalia Racing  | Aprilia RSV4 Factory | 24   | 38:59.319 | 2º      | 25    |
| 2º   | 7  | Carlos Checa     | Althea Racing            | Ducati 1098R         | 24   | +0:00.387 | 5º      | 20    |
| 3º   | 11 | Troy Corser      | BMW Motorrad Motorsport  | BMW S1000 RR         | 24   | +0:00.822 | 1º      | 16    |
| 4º   | 84 | Michel Fabrizio  | Ducati Xerox             | Ducati 1098R         | 24   | +0:04.911 | 3º      | 13    |
| 5º   | 50 | Sylvain Guintoli | Suzuki Alstare           | Suzuki GSX-R1000     | 24   | +0:05.916 | 6º      | 11    |
| 6º   | 2  | Leon Camier      | Aprilia Alitalia Racing  | Aprilia RSV4 Factory | 24   | +0:08.658 | 14º     | 10    |
| 7º   | 41 | Noriyuki Haga    | Ducati Xerox             | Ducati 1098R         | 24   | +0:11.872 | 9º      | 9     |
| 8º   | 91 | Leon Haslam      | Suzuki Alstare           | Suzuki GSX-R1000     | 24   | +0:11.907 | 7º      | 8     |
| 9º   | 67 | Shane Byrne      | Althea Racing            | Ducati 1098R         | 24   | +0:16.490 | 15º     | 7     |
| 10º  | 52 | James Toseland   | Yamaha Sterilgarda       | Yamaha YZF R1        | 24   | +0:18.458 | 13º     | 6     |
| 11º  | 99 | Luca Scassa      | Supersonic Racing        | Ducati 1098R         | 24   | +0:18.646 | 8º      | 5     |
| 12º  | 57 | Lorenzo Lanzi    | DFX Corse                | Ducati 1098R         | 24   | +0:19.315 | 11º     | 4     |
| 13º  | 65 | Jonathan Rea     | HANNspree Ten Kate Honda | Honda CBR1000RR      | 24   | +0:25.405 | 16º     | 3     |
| 14º  | 76 | Max Neukirchner  | HANNspree Ten Kate Honda | Honda CBR1000RR      | 24   | +0:31.671 | 17º     | 2     |
| 15º  | 66 | Tom Sykes        | Kawasaki Racing          | Kawasaki ZX 10R      | 24   | +0:39.658 | 18º     | 1     |
| 16º  | 77 | Chris Vermeulen  | Kawasaki Racing          | Kawasaki ZX 10R      | 24   | +0:48.137 | 21º     |       |
| 17º  | 95 | Roger Lee Hayden | Team Pedercini           | Kawasaki ZX 10R      | 24   | +0:56.316 | 20º     |       |
| 18º  | 90 | Federico Sandi   | Gabrielli Racing         | Aprilia RSV4 1000 F. | 24   | +0:56.667 | 22º     |       |
| 19º  | 15 | Matteo Baiocco   | Team Pedercini           | Kawasaki ZX 10R      | 24   | +0:57.218 | 23º     |       |

#### Ritirati
| Nº  | Pilota        | Squadra                 | Motocicletta  | Giri | Griglia |
| --- | ------------- | ----------------------- | ------------- | ---- | ------- |
| 111 | Rubén Xaus    | BMW Motorrad Motorsport | BMW S1000 RR  | 8    | 12º     |
| 35  | Cal Crutchlow | Yamaha Sterilgarda      | Yamaha YZF R1 | 4    | 4º      |
| 96  | Jakub Smrž    | PATA B&G Racing         | Ducati 1098R  | 1    | 10º     |

#### Squalificato
| Nº | Pilota      | Squadra        | Motocicletta    | Giri | Griglia |
| -- | ----------- | -------------- | --------------- | ---- | ------- |
| 23 | Broc Parkes | ECHO CRS Honda | Honda CBR1000RR | 10   | 19º     |

### Gara 2

#### Arrivati al traguardo[5]
| Pos. | Nº | Pilota           | Squadra                  | Motocicletta         | Giri | Tempo     | Griglia | Punti |
| ---- | -- | ---------------- | ------------------------ | -------------------- | ---- | --------- | ------- | ----- |
| 1º   | 3  | Max Biaggi       | Aprilia Alitalia Racing  | Aprilia RSV4 Factory | 24   | 38:58.149 | 2º      | 25    |
| 2º   | 91 | Leon Haslam      | Suzuki Alstare           | Suzuki GSX-R1000     | 24   | +0:04.095 | 7º      | 20    |
| 3º   | 84 | Michel Fabrizio  | Ducati Xerox             | Ducati 1098R         | 24   | +0:04.631 | 3º      | 16    |
| 4º   | 35 | Cal Crutchlow    | Yamaha Sterilgarda       | Yamaha YZF R1        | 24   | +0:05.014 | 4º      | 13    |
| 5º   | 7  | Carlos Checa     | Althea Racing            | Ducati 1098R         | 24   | +0:06.256 | 5º      | 11    |
| 6º   | 50 | Sylvain Guintoli | Suzuki Alstare           | Suzuki GSX-R1000     | 24   | +0:07.677 | 6º      | 10    |
| 7º   | 67 | Shane Byrne      | Althea Racing            | Ducati 1098R         | 24   | +0:10.144 | 15º     | 9     |
| 8º   | 99 | Luca Scassa      | Supersonic Racing        | Ducati 1098R         | 24   | +0:10.942 | 8º      | 8     |
| 9º   | 41 | Noriyuki Haga    | Ducati Xerox             | Ducati 1098R         | 24   | +0:13.640 | 9º      | 7     |
| 10º  | 11 | Troy Corser      | BMW Motorrad Motorsport  | BMW S1000 RR         | 24   | +0:16.279 | 1º      | 6     |
| 11º  | 2  | Leon Camier      | Aprilia Alitalia Racing  | Aprilia RSV4 Factory | 24   | +0:17.799 | 14º     | 5     |
| 12º  | 65 | Jonathan Rea     | HANNspree Ten Kate Honda | Honda CBR1000RR      | 24   | +0:22.793 | 16º     | 4     |
| 13º  | 57 | Lorenzo Lanzi    | DFX Corse                | Ducati 1098R         | 24   | +0:24.131 | 11º     | 3     |
| 14º  | 76 | Max Neukirchner  | HANNspree Ten Kate Honda | Honda CBR1000RR      | 24   | +0:28.212 | 17º     | 2     |
| 15º  | 77 | Chris Vermeulen  | Kawasaki Racing          | Kawasaki ZX 10R      | 24   | +0:36.551 | 21º     | 1     |
| 16º  | 66 | Tom Sykes        | Kawasaki Racing          | Kawasaki ZX 10R      | 24   | +0:49.636 | 18º     |       |
| 17º  | 23 | Broc Parkes      | ECHO CRS Honda           | Honda CBR1000RR      | 24   | +0:50.041 | 19º     |       |
| 18º  | 95 | Roger Lee Hayden | Team Pedercini           | Kawasaki ZX 10R      | 24   | +0:51.246 | 20º     |       |
| 19º  | 15 | Matteo Baiocco   | Team Pedercini           | Kawasaki ZX 10R      | 24   | +0:58.174 | 23º     |       |
| 20º  | 90 | Federico Sandi   | Gabrielli Racing         | Aprilia RSV4 1000 F. | 24   | +1:10.588 | 22º     |       |

#### Ritirati
| Nº  | Pilota         | Squadra                 | Motocicletta  | Giri | Griglia |
| --- | -------------- | ----------------------- | ------------- | ---- | ------- |
| 52  | James Toseland | Yamaha Sterilgarda      | Yamaha YZF R1 | 10   | 13º     |
| 111 | Rubén Xaus     | BMW Motorrad Motorsport | BMW S1000 RR  | 7    | 12º     |
| 96  | Jakub Smrž     | PATA B&G Racing         | Ducati 1098R  | 2    | 10º     |

### Supersport

#### Arrivati al traguardo[3]
| Pos. | Nº  | Pilota            | Squadra                     | Motocicletta        | Giri | Tempo     | Griglia | Punti |
| ---- | --- | ----------------- | --------------------------- | ------------------- | ---- | --------- | ------- | ----- |
| 1º   | 50  | Eugene Laverty    | Parkalgar Honda             | Honda CBR600RR      | 22   | 36:46.369 | 2º      | 25    |
| 2º   | 26  | Joan Lascorz      | Kawasaki Motocard.com       | Kawasaki ZX-6R      | 22   | + 3.876   | 4º      | 20    |
| 3º   | 54  | Kenan Sofuoğlu    | HANNspree Ten Kate Honda    | Honda CBR600RR      | 22   | + 6.557   | 6º      | 16    |
| 4º   | 7   | Chaz Davies       | ParkinGO Triumph BE1        | Triumph Daytona 675 | 22   | + 12.815  | 7º      | 13    |
| 5º   | 44  | Roberto Tamburini | Bike Service R.T.           | Yamaha YZF R6       | 22   | + 12.927  | 3º      | 11    |
| 6º   | 127 | Robbin Harms      | Harms Benjan Racing         | Honda CBR600RR      | 22   | + 14.248  | 9º      | 10    |
| 7º   | 55  | Massimo Roccoli   | Intermoto Czech             | Honda CBR600RR      | 22   | + 19.641  | 8º      | 9     |
| 8º   | 99  | Fabien Foret      | Lorenzini by Leoni          | Kawasaki ZX-6R      | 22   | + 24.360  | 10º     | 8     |
| 9º   | 117 | Miguel Praia      | Parkalgar Honda             | Honda CBR600RR      | 22   | + 36.260  | 12º     | 7     |
| 10º  | 25  | David Salom       | ParkinGO BE1 Triumph        | Triumph Daytona 675 | 22   | + 36.598  | 11º     | 6     |
| 11º  | 14  | Matthieu Lagrive  | ParkinGO Triumph BE1        | Triumph Daytona 675 | 22   | + 36.842  | 13º     | 5     |
| 12º  | 31  | Vittorio Iannuzzo | ParkinGO BE1 Triumph        | Triumph Daytona 675 | 22   | + 59.036  | 19º     | 4     |
| 13º  | 85  | Alessio Palumbo   | Puccetti R. Kawasaki Italia | Kawasaki ZX-6R      | 22   | + 59.301  | 17º     | 3     |
| 14º  | 9   | Danilo Dell'Omo   | Kuja Racing                 | Honda CBR600RR      | 22   | + 59.380  | 15º     | 2     |
| 15º  | 8   | Bastien Chesaux   | Harms Benjan Racing         | Honda CBR600RR      | 22   | +1:15.632 | 18º     | 1     |
| 16º  | 82  | Iuri Vigliucci    | Vigi Racing                 | Yamaha YZF R6       | 22   | +1:30.639 | 21º     |       |
| 17º  | 61  | Fabio Menghi      | VFT Racing                  | Yamaha YZF R6       | 22   | +1:39.776 | 20º     |       |
| 18º  | 33  | Paola Cazzola     | Wild Boar                   | Yamaha YZF R6       | 21   | +1 giro   | 24º     |       |
| 19º  | 10  | Imre Tóth         | Team Toth                   | Honda CBR600RR      | 21   | +1 giro   | 23º     |       |

#### Ritirati
| Nº | Pilota                | Squadra                  | Motocicletta        | Giri | Griglia |
| -- | --------------------- | ------------------------ | ------------------- | ---- | ------- |
| 24 | Eduard Blokhin        | Rivamoto                 | Yamaha YZF R6       | 11   | 22º     |
| 77 | Alessandro Torcolacci | Civita Racing            | Triumph Daytona 675 | 7    | 14º     |
| 5  | Alexander Lundh       | Cresto Guide Racing      | Honda CBR600RR      | 6    | 16º     |
| 4  | Gino Rea              | Intermoto Czech          | Honda CBR600RR      | 4    | 5º      |
| 51 | Michele Pirro         | HANNspree Ten Kate Honda | Honda CBR600RR      | 4    | 1º      |